# Loiderding
Loiderding ist einer von 144 Ortsteilen der Gemeinde Irschenberg im Landkreis Miesbach in Bayern.
Das Dorf liegt circa einen Kilometer nordwestlich von Irschenberg entfernt. Umgeben ist der Ort von folgenden Ortsteilen bzw. Weilern:
| Sporer  | Reiter                                      | Sonnenhub   |
|         | Kompassrose, die auf Nachbargemeinden zeigt | Rieding     |
| Gasteig | Kirchsteig                                  | Irschenberg |

In dem Ort befinden sich zwei denkmalgeschützte Bauernhäuser: beim Kogler und beim Bichlweber.